# Televisión digital terrestre en Perú

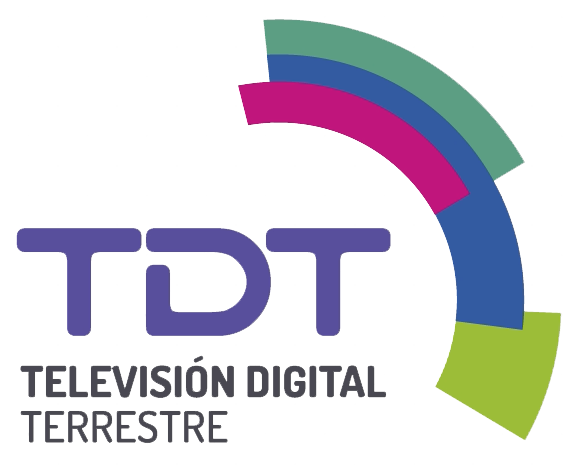
Logotipo oficial de la plataforma de TDT en Perú.

La  televisión digital terrestre en Perú es una política impulsada por el Gobierno del Perú que consiste en la implementación de un estándar digital para la difusión de las señales de televisión abierta por medio de la norma ISDB-Tb en reemplazo de la televisión analógica —la cual emite por las frecuencias VHF y UHF—. El proceso de implementación inició el 23 de abril de 2009, después de que el Ministerio de Transportes y Comunicaciones y el Estado peruano anunciaran la elección del estándar digital ISDB-Tb, desarrollada en Japón y modificada en Brasil, para la creación del sistema de televisión abierta digital. Perú es el segundo país de América Latina en adoptar el sistema ISDB-Tb, por detrás de Brasil.
El apagón analógico de las señales de televisión abierta se encontraba programado para fines del 2020, el cual se planeó que empezase en Lima ese año y se expandiese en el resto del territorio nacional de forma gradual hasta 2024. Sin embargo, en diciembre de 2019, el Ministerio de Transportes de Comunicaciones aplazó la fecha del comienzo del apagón por dos años, empezando por Lima en 2022 y terminando al nivel nacional en 2026. La decisión fue tomada debido a la desinformación de la población sobre la TDT.
Hasta febrero de 2017, aproximadamente el 80% de hogares en el país no cuentan con servicio alguno de televisión por suscripción, mientras que el 95% de los televisores que ingresan al mercado peruano poseen un decodificador ISDB-Tb integrado, hechos que acelerarían la transición al sistema digital. En 2024, 39 distritos de Lima cuentan con 23 canales en alta definición emitidos en señal abierta.

## Historia

### Antecedentes
En noviembre de 2006, el Ministerio de Transportes y Comunicaciones (MTC) anunció, por medio del diario "El Peruano", el interés por el desarrollo del sistema de televisión digital terrestre y las bases para iniciar las emisiones experimentales dentro de la plataforma. El Ministerio fijó la reserva de las frecuencias entre 470-584 MHz para los canales a partir del 14 al 32 dentro de la banda UHF, usada para el desarrollo del sistema digital.
El 21 de febrero de 2007, se fundó la Comisión Multisectorial, encargada de seleccionar el estándar digital para ser aplicado en el sistema de televisión. Esta comisión ordenó el comienzo de pruebas a partir de finales de 2007 e inicios de 2008 para elegir entre las normas ATSC, DVB, ISDB y DTMB. Al inicio, las señales experimentales se realizaron solamente en la ciudad de Lima usando los cuatro estándares desde la antena difusora del canal ATV. Más adelante, comenzaron a realizarse pruebas en Iquitos y en Cusco.

### Inicio de operaciones experimentales
El 19 de julio de 2007, ATV empezó con las emisiones experimentales en alta definición en Lima utilizando el estándar digital ATSC estadounidense a través del canal 30 UHF de Lima. ATV HD transmitió en alta definición sin anuncio previo algunas películas, clips musicales y eventos que la estación emitía en su señal en definición estándar como, por ejemplo, los Juegos Olímpicos de Beijing 2008.
En enero de 2009, América Televisión inicia transmisiones experimentales de TDT a través del canal 31 UHF para Lima, usando el estándar ISDB-Tb con la asesoría de técnicos japoneses y brasileños.

## Inicio de operaciones

### Lanzamiento
La comisión emitió su informe final el 28 de febrero de 2009, después de varias prórrogas. De la misma manera, a principios de marzo del mismo año, la Sociedad Nacional de Radio y Televisión y la Asociación Nacional de Radio y Televisión manifestaron su preferencia sobre el estándar ISDB-Tb. Finalmente, el 23 de abril de 2009, el Gobierno peruano anunció la elección de la norma digital ISDB-Tb para la implementación oficial del sistema de TDT nacional, recomendado además por la Comisión Multisectorial.
El 20 de agosto de 2009, el ministro de Transportes y Comunicaciones, Enrique Cornejo, estimó que ocho ciudades del país, incluida Lima tendrían disponible la plataforma de la TDT para 2015. Para ello, el Gobierno empieza los trámites para la importación de televisores con decodificadores ISDB-Tb incorporados y su venta a la población. En ese mismo mes, ATV empieza a emitir su señal HD usando el estándar ISDB- de forma experimental en el canal 29 UHF de Lima.

### Inicio de operaciones en la Zona 1
La zona 1 está conformada por el área metropolitana de Lima-Callao. El 30 de marzo de 2010, el sistema de televisión digital terrestre comenzó a operar de manera oficial dentro del país, disponible exclusivamente para Lima y Callao. Este se rigió por el denominado Plan Maestro para licitar la obtención de canales. Los primeros canales en estar disponibles dentro de la plataforma fueron la estatal TV Perú a través del canal 16 de la UHF (canal virtual 7.1) y ATV por el canal 18 (canal virtual 9.1). Cuatro meses después, Red Global también fue lanzado en la TDT a través de canal 22 UHF (canal virtual 13.1) y, en noviembre de 2010, Frecuencia Latina ingresó a la TDT en el canal 20 UHF (canal virtual 2.1). Desde mayo de 2010, América Televisión comenzó a emitir una señal 1seg dirigida hacia teléfonos celulares (canal digital 4.31). A partir de junio de 2010, el canal incluye la señal en alta definición (canal virtual 4.1) aunque en baja potencia. En abril de 2012, dos años después de que lo hicieran oficialmente sus principales competidoras, Panamericana Televisión inició transmisiones de prueba por la TDT en el canal 26 UHF (canal virtual 5.1) de la ciudad de Lima.
En julio de 2011, América Televisión aumentó considerablemente la potencia de su múltiplex debido a la trasmisión de la Copa América Argentina 2011. En mayo de 2012, el Canal del Congreso ingresó a la TDT en el subcanal 7.2, mientras que ATV+ fue agregado al mux de ATV en el subcanal 9.2. La Tele, también propiedad de ATV, ingresó en el subcanal 13.2 del múltiplex destinado a Global TV. En junio del mismo año, el canal cusqueño CTC se convirtió en el primer canal regional en ser lanzado en la TDT. En octubre, Bethel Televisión comenzó sus emisiones digitales en alta definición dentro de la plataforma. 
En julio de 2013, los canales del Grupo ATV ingresan a la TDT en Cusco. En marzo de 2014, Panamericana Televisión lanzó su señal en HD dentro de la televisión digital terrestre, después de 4 años de la concesión de su frecuencia y 2 años después de iniciar sus transmisiones en SD dentro del sistema. Ese mismo año, varias estaciones limeñas como Pax TV, Viva Tv y  USMP TV comenzaron a transmitir sus señales en la plataforma. Así, el número de canales aumenta a 30 en la capital peruana. Mientras tanto, el Gobierno ordenó la postergación del plazo final de la fase de pruebas en TDT por cinco años para los canales en Lima y Callao. TV Perú anuncia la ampliación de su cobertura por TDT a 16 ciudades del Perú, tales como Ica, Piura o Puno. Willax Televisión, que en un inicio fue un canal de televisión por suscripción, comienza a emitir dentro del canal 31.1 de la TDT exclusivamente para Lima y Callao, para después ser trasladado al canal 12.1. El 5 de julio de 2015, la Agencia de Cooperación Internacional de Japón firmó un acuerdo con la Universidad Nacional de Ingeniería, en la cual establece la donación de equipos aptos para su uso dentro del sistema de televisión digital terrestre con un valor de US$900 000.
A inicios de 2017, Bethel Música es lanzada dentro del subcanal 25.3. También, entró RPP TV en el canal 3.2. Sin embargo, para mediados de ese mismo año, el canal dentro del sistema dejó de emitir programación para ser reemplazado por barras de colores de prueba.
El Ministerio de Transportes y Comunicaciones anunció que, en 2020, cesarán las señales analógicas de televisión en Lima y Callao, categorizado como Zona 1 de las 3 zonas ya establecidas por el Gobierno. En junio de 2017, el Ministerio agrega una cuarta y quinta zona; la Zona 4 se compondría de las ciudades de Abancay, Cerro de Pasco y otras ciudades andinas, mientras que la Zona 5 estaría conformado por el resto de ciudades no contempladas en ninguna de las primeras cuatro zonas. En un comienzo, el apagón analógico para la zona iba a ser el 31 de diciembre de 2020, que se postergo por primera vez al 31 de diciembre de 2022 y luego se postergó para el 31 de diciembre de 2024. En 2024, se realizó una campaña publicitaria para confirmar que no habrán cambios significativos cuando se realice el apagón analógico.
Finalmente, el 1ero de enero de 2025, luego de una intensa campaña informativa en los medios, se produjo el tan postergado apagón analógico en Lima y Callao a las 00:00 horas.

### Inicio de operaciones en la Zona 2
A mediados de 2018, de acuerdo con el Plan Maestro, las principales estaciones de televisión abierta de Lima, como Latina y Panamericana, comienzan a distribuir sus señales en la Zona 2, a pocos días de cumplirse el inicio de transmisiones oficiales para las ciudades que la conforman.
En una ceremonia especial, el entonces presidente Martín Vizcarra inauguró el 21 de agosto de 2018 las transmisiones oficiales para la Zona 2 del Plan Maestro donde está Arequipa, Cusco, Piura, Huancayo, Chiclayo y Trujillo de TV Perú, cubriendo así 7 departamentos de 24 departamentos del país.

### Inicio de operaciones en la Zona 3
Tras haber tenido una postergación del inicio en marzo de 2021 esta zona conformada por las ciudades de Ica, Iquitos, Tacna, Ayacucho, Juliaca, Puno,Pucallpa , Chimbote está se realizó al finalizar el año 2021 comenzando con transmisiones de las principales cadenas como Grupo ATV, Latina Televisión, América Televisión (Perú). El Gobierno postergó su inicio oficial para el 31 de diciembre de 2022.

### Inicio de operaciones en la Zona 4
El inicio de esta zona, conformado por Abancay, Tumbes, Cajamarca, Chachapoyas (ciudad), Huancavelica, Huánuco, Puerto Maldonado, Moquegua, Cerro de Pasco y Moyobamba inician la TDT el 31 de diciembre de 2023, pero en los últimos días de 2023 se suspendió su implementación por unos meses y a octubre de 2024 ya hay televisoras en las ciudades indicadas

### Inicio de operaciones en la Zona 5
Con el apagón analógico en Zona 1 (Lima y Callao), se da el inicio de TDT en Zona 5 que son ciudades del pais, que no están contempladas en Zona 1, 2, 3 y 4 alli se podría decir en Gran parte del Perú

## Transición directa
Algunos canales optaron usar la frecuencia que están usando para transmisiones analógicas para trasmitir de manera digital teniendo un plazo hasta un año antes del Apagón Analógico para hacer el cambio de transmisión analógica a la transmisión digital. Así en Zona 1 este plazo se venció el 31 de diciembre de 2024.

## Apagón analógico

### Postergación del apagón analógico
En diciembre de 2019, el Ministerio de Transportes y Comunicaciones decidió postergar el inicio del apagón analógico, el cual estaba programado para su inicio a finales de 2020 comenzando por Lima, hasta fines de 2022. Esta decisión fue tomada después de que el Consejo Consultivo de Radio y Televisión (CONCORTV) publicase una encuesta realizada al nivel nacional que concluía que el 68% de los encuestados no sabían lo que era la TDT. A fines de 2022, el Gobierno postergó por tercera vez su inicio en Zona 1 (Lima y Callao) para el 31 de diciembre de 2024. A comienzos de octubre de 2024, el ministerio de transportes y comunicaciones está haciendo simulacros de apagón analógico, que es apagar las señales analógicas por unos 30 Segundos Junto Con Un Código QR, La Primera Prueba Se Realizó A Las 9:30PM Del 30/09/2024.  
El 31 de diciembre se dio finalmente el apagón analógico en el Perú, siendo ATV el primer canal que apagó su transmisor analógico del Morro Solar, el ingeniero Sergio Ochoa Castillo fue la persona encargada de sellar el fin de la era de la televisión analógica en la ciudad de Lima.
En un futuro se verá por los apagones analógicos que dependerá de un análisis de las autoridades y que su realización será dado por Decreto.

## Canales
El cuadro adjunto muestra el resumen de canales de las siete ciudades más pobladas del país.
| Nombre del canal               | Operador                                       | Lima y Callao | Arequipa | Trujillo | Chiclayo | Piura    | Cusco    | Huancayo       | Chimbote | Tacna | Cajamarca |
| ------------------------------ | ---------------------------------------------- | ------------- | -------- | -------- | -------- | -------- | -------- | -------------- | -------- | ----- | --------- |
| América HD                     | Compañía Peruana de Radiodifusión S.A.         | 4.1           | 13.1     | 6.1      | 4.1      | 2.1      | 6.1      | 4.1            | 2.1      | 9.1   | 11.1      |
| América Portátil               | Compañía Peruana de Radiodifusión S.A.         | 4             | -        | 6        | -        | -        | -        | -              | -        | -     | 11        |
| América SD                     | Compañía Peruana de Radiodifusión S.A.         | 4.2           | -        | -        | -        | -        | -        | -              | -        | -     | -         |
| ASTV HD (Cajamarca)            | Cibermedios Producciones S.R.L.                | -             | -        | -        | -        | -        | -        | -              | -        | -     | 41.1      |
| ATV                            | Andina de Radiodifusión                        | 9.1           | 5.1      | 8.1      | 5.1      | 4.1      | 9.1      | 13.1           | 13.1     | 18.1  | 13.1      |
| ATV + Móvil                    | Andina de Radiodifusión                        | 8             | -        | -        | -        | -        | -        | -              | -        | -     | -         |
| ATV 1seg                       | Andina de Radiodifusión                        | 9             | 5        | 8        | 5        | 4        | -        | 13             | 13       | -     | 13        |
| ATV Sur                        | Televisión Nacional Peruana                    | 21.1          | 9.1      | 4.2      | 8.1 19.1 | 9.2      | 8.1      | 11.2           | 19.1     | 11.1  | 4.2       |
| ATV Sur 1seg                   | Televisión Nacional Peruana                    | 21            | -        | -        | -        | -        | -        | -              | 19       | -     | -         |
| ATV+                           | Andina de Radiodifusión                        | 8.1 9.2 15.1  | 5.2      | 8.2      | 5.2 13.1 | 4.2 13.1 | 9.2 11.1 | 11.1 12.1 13.2 | 13.2     | 19.1  | 13.2      |
| ATV+ 1 seg                     | Andina de Radiodifusión                        | 10            | 9.2      | -        | -        | -        | -        | -              | -        |       | -         |
| Bethel HD                      | Bethel Televisión                              | 25.1          | 47.2     | 33.1     | -        | 39.1     | 19.1     | -              | 23.1     | 35.1  | 47.1      |
| Bethel Plus HD                 | Bethel Televisión                              | 25.2          | 47.3     | -        | -        | -        | -        | -              | -        | -     | -         |
| Bethel Radio                   | Bethel Televisión                              | 25.3          | -        | -        | -        | -        | -        | -              | -        | -     | -         |
| Bethel TV 1seg                 | Bethel Televisión                              | 25            | 47.1     | 33.2     | -        | 39       | -        | -              | -        | 35.2  | 47.2      |
| Canal Roca                     | Canal Roca                                     | -             | -        | -        | 47.1     | -        | -        | -              | -        | -     | -         |
| RPP Radio (audio)              | Grupo RPP                                      | 3.1           | 43.1     | 47.1     | 39.1     | 33.1     | -        | 25.1           | -        | -     | -         |
| CNT HD                         | Gringo Bills E.I.R.L. - Universal TV           | -             | 6.2      | -        | -        | -        | -        | -              | -        | -     | -         |
| CTC HD                         | Compañía de Televisión Cusqueña                | 18.6          | -        | -        | -        | -        | 2.1      | -              | -        | -     | -         |
| CTC Portátil                   | Compañía de Televisión Cusqueña                | -             | -        | -        | -        | -        | 2        | -              | -        | -     | -         |
| CTC Radio (audio)              | Compañía de Televisión Cusqueña                | -             | -        | -        | -        | -        | 2.4      | -              | -        | -     | -         |
| EJTV                           | Enlace Perú                                    | 16.4          | -        | -        | 25.2     | -        |          | -              | -        | -     | -         |
| El Pueblo TV                   | Corporasur - Diario El Pueblo                  |               | 39.1     | -        | -        | -        | -        | -              | -        | -     | -         |
| En Prueba                      | Unitel                                         | -             | -        | -        | -        | -        | -        | 3.3            | -        | -     | -         |
| Enlace TV                      | Enlace Perú                                    | 16.1          | 25.1     | -        | 16.1     | -        | -        | 16.1           | 16.1     | 16.1  | -         |
| Enlace TV+                     | Enlace Perú                                    | 16.2          | -        | -        | -        | -        | -        | -              | -        | -     | -         |
| Evolución                      | Compañía de Televisión Cusqueña                | -             | -        | -        | -        | -        | 2.2      | -              | -        | -     | -         |
| Exitosa TV                     | Caracol Comunicaciones                         | 6.1           | -        | -        | 6.1      | -        | -        | -              | -        | 6.1   | 6.1       |
| Global                         | Empresa Radiodifusora 1160 S.A.                | 13.1          | 8.1      | 4.1      | -        | 9.1      | -        | -              | 5.1      | 5.1   | 4.1       |
| Global 1 seg                   | Empresa Radiodifusora 1160 S.A.                | 13            | 8.3      | 4        | -        | 9        | -        | -              | 5        | -     | 4         |
| IPe                            | IRTP                                           | 7.4           | 7.4      | 7.4      | 7.4      | 7.4      | 7.4      | 7.4            | 7.4      | 7.4   | 7.4       |
| JN19 1seg                      | Asociación Las Manos de Dios                   | 19            | -        | -        | -        | -        | -        | -              | 53       | -     | -         |
| JN19 HD                        | Asociación Las Manos de Dios                   | 19.1          | -        | -        | -        | -        | -        | -              | 53.1     | -     | -         |
| JN19 SD                        | Asociación Las Manos de Dios                   | 19.2          | -        | -        | -        | -        | -        | -              | -        | -     | -         |
| Justicia TV SD                 | Empresa Radiodifusora 1160 S.A.                | 13.2          | -        | -        | -        | -        | -        | -              | -        | -     | -         |
| Karibeña TV                    | Caracol Comunicaciones                         | 6.2           | -        | -        | 6.2      | -        | -        | -              | -        | 6.2   | 6.2       |
| La Tele                        | Empresa Alliance S.A.C.                        | 23.1          | 8.2      | -        | -        | -        | -        | -              | 11.1     | 33.1  | 29.1      |
| La Tele 1seg                   | Empresa Alliance S.A.C.                        | 23            | -        | -        | -        | -        | -        | -              | -        | -     | 29        |
| Latina HD                      | Compañía Latinoamericana de Radiodifusión      | 2.1           | 11.1     | 10.1     | 2.1      | 11.1     | 13.1     | 2.1            | 4.1      | 13.1  | 9.1       |
| Latina Móvil                   | Compañía Latinoamericana de Radiodifusión      | 2             | 11       | -        | 2        | -        | 13       | 7              | 4        | -     | 9         |
| Latina SD                      | Compañía Latinoamericana de Radiodifusión      | 2.2           | 11.2     | 10.2     | 2.2      | 11.2     | 13.2     | 2.2            | 4.2      | 4.2   | 9.2       |
| Latina Digital HD              | Compañía Latinoamericana de Radiodifusión      | 2.3           | 11.3     | -        | -        | -        | -        | -              | -        | -     | -         |
| Milenial TV                    | Chasquirouter INC S.A.C.                       | 18.5          | -        | 5.7      | -        | -        | -        | -              | -        | -     | -         |
| Nativa TV                      | Central Digital Informativa S.A.C.             | 18.1 20.3     | 6.3      | 5.2      | -        | -        | 2.3      | -              | -        | -     | -         |
| NT 1Seg                        | Nuevo Tiempo                                   | 41            | -        | -        | -        | -        | -        | -              | -        |       | -         |
| NT SD                          | Nuevo Tiempo                                   | 41.3          | -        | -        | -        | -        | -        | -              | -        | -     | -         |
| Nuevo Tiempo                   | Nuevo Tiempo                                   | 41.1          | -        | -        | -        | -        | -        | -              | 43.1     | 39.1  | -         |
| Nuevo Tiempo 1seg              | Nuevo Tiempo                                   | -             | -        | -        | -        | -        | -        | -              | 43       | 39    | -         |
| Onda Digital                   | Onda Grupo de Medios S.A.C.                    | 18.4          | -        | 5.4      | -        | -        | -        | -              | -        | -     | -         |
| OZONO TV1                      | Publicidad Sónica                              | -             | -        | 5.1      | -        | -        | -        | -              | -        | -     | -         |
| OZONO RADIO                    | Publicidad Sónica                              | -             | -        | 5.3      | -        | -        | -        | -              | -        | -     | -         |
| Panamericana HD                | Panamericana Televisión S.A.                   | 5.1           | 2.1      | 2.1      | 9.1      | 5.1      | 5.1      | 5.1            | 9.1      | 2.1   | 5.1       |
| Panamericana Móvil             | Panamericana Televisión S.A.                   | 5             | 2.2      | 2.2      | 9        | 5.1      | 5.1      | -              | 9        | -     | 5         |
| Panamericana SD                | Panamericana Televisión S.A.                   | 5.2           | -        | -        | -        | -        | -        | -              | -        | -     | -         |
| Pax 2                          | Misión Pax Televisión                          | 17.2          | -        | -        | -        | -        | -        | -              | -        | -     | -         |
| Pax TV                         | Misión Pax Televisión                          | 17            | -        | -        | -        | -        | -        | -              | -        | -     | -         |
| Pax TV                         | Misión Pax Televisión                          | 17.1          | -        | -        | -        | -        | -        | -              | -        | -     | -         |
| Quatro TV HD                   | Cía. de Radiodifusión Hispano Peruana S.A.C.   | -             | 4.1      | -        | -        | -        | -        | -              | -        | -     | -         |
| Radio Conecta2                 | Independiente                                  | 18.3          | -        | 5.5      | -        | -        | -        | -              | -        | -     | -         |
| Radio Nuevo Tiempo (audio)     | Nuevo Tiempo                                   | 41.2          | -        | -        | -        | -        | -        | -              | -        | -     | -         |
| RPP TV                         | Grupo RPP                                      | 3.1           | -        | -        | -        | -        | -        | -              | -        | -     | -         |
| Sur TV (sin emisiones)         | Grupo Cabrerías                                | -             | 12.2     | -        | -        | -        | -        | -              | -        | -     | -         |
| Sol TV                         | Video Films S.A.C.                             | -             | -        | 21.1     | 27.1     | 41.1     | -        | -              | -        | -     | 15.1      |
| Top Latino TV                  | Grupo RPP                                      | 3.2           | -        | -        | -        | -        | -        | 3.4            | -        | -     | -         |
| TV La Luz                      | Independiente                                  | 18.2          | -        | -        | -        | -        | -        | 3.4            | -        | -     | -         |
| TV Mundo Arequipa              | CTA TV Mundo S.A.C.                            | -             | 10.1     | -        | -        | -        | -        | -              | -        | -     | -         |
| TV Mundo Cusco                 | Televisión Mundo E.I.R.L.                      | -             | -        | -        | -        | -        | 10.1     | -              | -        | -     | -         |
| TV Norte HD (Cajamarca)        | Compañía Nor Andina de Telecomunicaciones S.A. | -             | -        | -        | -        | -        | -        | -              | -        | -     | 10.1      |
| LINE TV (Cajamarca)            | Compañía de Radiodifusión Line TV S.R.L.       | -             | -        | -        | -        | -        | -        | -              | -        | -     | 25.1      |
| TV Cosmos                      | Cadena de Radio y Televisión Cosmos S.A.C.     | -             | -        | 15.1     | 45.1     | 49.1     | -        | -              | 50.1     | -     | -         |
| TV Cosmos 2                    | Cadena de Radio y Televisión Cosmos S.A.C.     |               | -        | 15.2     | -        | -        | -        | -              | -        | -     | -         |
| TV Perú                        | IRTP                                           | 7.1           | 7.1      | 7.1      | 7.1      | 7.1      | 7.1      | 7.1            | 7.1      | 7.1   | 7.1       |
| Radio Nacional TV (audio)      | IRTP                                           | 7.2           | 7.2      | 7.2      | 7.2      | 7.2      | 7.2      | 7.2            | 7.2      | 7.2   | 7.2       |
| TV Perú Móvil                  | IRTP                                           | 7             | -        | 7        | -        | 7        | -        | -              | 7        | -     | 7         |
| TV Perú Noticias               | IRTP                                           | 7.3           | 7.3      | 7.3      | 7.3      | 7.3      | 7.3      | 7.3            | 7.3      | 7.3   | 7.3       |
| Unitel HD                      | Unitel                                         | -             | -        | -        | -        | -        | -        | 3.1            | -        | -     | -         |
| Universal 1seg (Sin emisiones) | Gringo Bills E.I.R.L. - Universal TV           | -             | 6        | -        | -        | -        | -        | -              | -        | -     | -         |
| Universal HD Arequipa          | Gringo Bills E.I.R.L. - Universal TV           | -             | 6.1      | -        | -        | -        | -        | -              | -        | -     | -         |
| Universal TV (Señal prueba)    | Caracol Comunicaciones                         | 6.4           | -        | -        | -        | -        | -        | -              | -        | -     | -         |
| UPAO TV HD                     | UPAO                                           | -             | -        | 3.1      | -        | -        | -        | -              | -        | -     | -         |
| UPAO TV Móvil                  | UPAO                                           | -             | -        | 3.4      | -        | -        | -        | -              | -        | -     | -         |
| UPAO TV SD1                    | UPAO                                           | -             | -        | 3.2      | -        | -        | -        | -              | -        | -     | -         |
| UPAO TV SD2                    | UPAO                                           | -             | -        | 3.3      | -        | -        | -        | -              | -        | -     | -         |
| USMPTV                         | Empresa Interamericana de Radiodifusión        | 12.1          | 21.1     | -        | 12.1     | 12.1     | -        | -              | -        | -     | -         |
| USMPTV 1seg                    | Empresa Interamericana de Radiodifusión        | 12            | -        | -        | -        | -        | -        | -              | -        | -     | -         |
| USMPTV Música SD               | Empresa Interamericana de Radiodifusión        | 12.2          | -        | -        | -        | -        | -        | -              | -        | -     | -         |
| Visión Sur                     | Contacto Visión E.I.R.L.                       | -             | 12.1     | -        | -        | -        | -        | -              |          |       |           |
| RBC Móvil                      | Red Bicolor de Comunicaciones S.A              | 11            | -        | -        | -        | -        | -        | -              | -        | -     | -         |
| RBC TV                         | Red Bicolor de Comunicaciones S.A              | 11.1          | -        | -        | -        | -        | -        | -              | -        | -     | -         |
| QT Televisión                  | Qosqo Times S.A                                | -             | -        | -        | -        | -        | 16.1     | -              | -        | -     | -         |
| Willax HD                      | AgenciaPerú Producciones S.A.C.                | 1.1           | -        | -        | -        | -        | -        | 3.2            | -        | -     | -         |
| Willax HD2 (sin transmisiones) | AgenciaPerú Producciones S.A.C.                | 1.2           | -        | -        | -        | -        | -        | -              | -        | -     | -         |
| Willax Portátil                | AgenciaPerú Producciones S.A.C.                | 1             | -        | -        | -        | -        | -        | -              | -        | -     | -         |
| Z Rock & Pop (audio)           | Caracol Comunicaciones                         | 6.3           | -        | -        | -        | -        | -        | -              | -        | -     | -         |